# دجاج بالزبدة
دجاج بالزبدة أو مورغ مخاني هو طبق يُحضر من الدجاج المطبوخ في صلصة الطماطم والزبدة والكريمة. يعود أصل الطبق إلى الهند.

## تاريخ
في عام 1947، طوّر مؤسسو مطعم موتي ماهال في دلهي، الهند، طبق الدجاج بالزبدة، عندما تم تحضيره صدفةً عن طريق خلط بقايا الدجاج في صلصة الطماطم الغنية بالزبدة والقشدة. وفي 1974، تم نشر وصفة «مورغ مخاني (دجاج تندوري مطبوخ بالزبدة وصلصة الطماطم)». في 1975، استخدم مطعم جايلورد الهندي في مانهاتن، العبارة الإنجليزية دجاج بالزبدة (بالإنجليزية:Butter chicken) للمرة الأولى في قائمة الطعام. في أستراليا ونيوزيلندا، يُستخدم الطبق في حشو الفطائر المالحة. يُعد الدجاج بالزبدة طبقًا شائعًا في الهند وفي العديد من البلدان الأخرى.

## طريقة التحضير
يوضع الدجاج لعدة ساعات في خليط من عصير الليمون، داهي (نوع من أنواع الزبادي)، الفلفل الأحمر الكشميري، الملح، كرم مسالا، الزنجبيل ومعجون الثوم.
عادةً ما يتم طهي الدجاج في التندور (فرن طين تقليدي)، ولكن يمكن أيضًا شويه أو طهيه في الفرن أو قليه. يتم تقديمه في صلصة كاري تحتوي على الزبدة. تُحضر الصلصة من الطماطم والبصل وتُطهى على نار خفيفة حتى يتبخر الماء وتُصبح صلصة ناعمة. توجد طرق عديدة لتحضير الصلصة وتتبيلها، والتي يتم تقطيرها بحيث تصبح ذات كثافة ناعمة ومخملية. تُضاف إليها توابل الهيل والكمون والقرنفل والقرفة والكزبرة والفلفل وكرم مصالحة والحلبة ( البنجابية/الهندية:كاسوري ميثي). تضاف الكريمة للصلصة للتزيين. كما يُمكن استخدام معجون الكاجو لاضفاء مزيد من الكثافة على الصلصة ويُزين الطبق بالكزبرة.

## الفهرس
- Curry Club Tandoori and Tikka Dishes, Piatkus, London — (ردمك 0-7499-1283-9) (1993)
- Curry Club 100 Favourite Tandoori Recipes, Piatkus, London — (ردمك 0-7499-1491-2) & (ردمك 0-7499-1741-5) (1995)
- India: Food & Cooking, New Holland, London — (ردمك 978-1-84537-619-2) (2007)